# Трентон (Мічиган)
Трентон (англ. Trenton) — місто (англ. city) в США, в окрузі Вейн штату Мічиган. Населення — 18 544 особи (2020).

## Географія
Трентон розташований за координатами 42°8′24″ пн. ш. 83°11′34″ зх. д. / 42.14000° пн. ш. 83.19278° зх. д. (42.140058, -83.192914).  За даними Бюро перепису населення США в 2010 році місто мало площу 19,44 км², з яких 18,84 км² — суходіл та 0,59 км² — водойми.

## Демографія
Згідно з переписом 2010 року, у місті мешкали 18 853 особи в 7988 домогосподарствах у складі 5159 родин. Густота населення становила 970 осіб/км².  Було 8539 помешкань (439/км²).
Расовий склад населення:
| - 95,5 % — білих - 1,3 % — чорних або афроамериканців - 0,7 % — азіатів - 0,5 % — корінних американців |

До двох чи більше рас належало 1,4 %. Частка іспаномовних становила 3,2 % від усіх жителів.
За віковим діапазоном населення розподілялося таким чином: 21,3 % — особи молодші 18 років, 58,9 % — особи у віці 18—64 років, 19,8 % — особи у віці 65 років та старші. Медіана віку мешканця становила 45,0 року. На 100 осіб жіночої статі у місті припадало 92,6 чоловіків;  на 100 жінок у віці від 18 років та старших — 87,9 чоловіків також старших 18 років.
Середній дохід на одне домашнє господарство  становив 67 246 доларів США (медіана — 55 218), а середній дохід на одну сім'ю — 82 863 долари (медіана — 75 424). Медіана доходів становила 60 116 доларів для чоловіків та 45 401 долар для жінок. За межею бідності перебувало 8,0 % осіб, у тому числі 12,7 % дітей у віці до 18 років та 5,0 % осіб у віці 65 років та старших.
Цивільне працевлаштоване населення становило 8352 особи. Основні галузі зайнятості: освіта, охорона здоров'я та соціальна допомога — 27,2 %, виробництво — 15,9 %, роздрібна торгівля — 11,4 %, мистецтво, розваги та відпочинок — 9,0 %.